# Olympische Sommerspiele 2012/Teilnehmer (Chile)
| Gelbes Symbol für Goldmedaillen mit stilisierten Olympischen Ringen | Graues Symbol für Silbermedaillen mit stilisierten Olympischen Ringen | Braundes Symbol für Bronzemedaillen mit stilisierten Olympischen Ringen |
| ------------------------------------------------------------------- | --------------------------------------------------------------------- | ----------------------------------------------------------------------- |
| —                                                                   | —                                                                     | —                                                                       |

Chile nahm an den Olympischen Sommerspielen 2012 in der britischen Hauptstadt London mit 35 durch das Comité Olímpico de Chile nominierten Athleten, 14 Frauen und 21 Männern, in 17 Sportarten teil.
Seit 1896 war es die 22. Teilnahme eines chilenischen Teams an Olympischen Sommerspielen.

## Flaggenträger
Die Bogenschützin Denisse van Lamoen trug die Flagge Chiles während der Eröffnungsfeier, bei der Schlussfeier wurde sie vom Fechter Paris Inostroza getragen.

## Teilnehmer nach Sportarten

### Bogenschießen
| Athleten           | Wettbewerb | Qualifikation | Qualifikation | 1. Runde         | 1. Runde | 2. Runde      | 2. Runde      | Achtelfinale  | Achtelfinale  | Viertelfinale | Viertelfinale | Halbfinale    | Halbfinale    | Finale        | Finale        | Rang |
| Athleten           | Wettbewerb | Ringe         | Rang          | Gegner           | Ergebnis | Gegner        | Ergebnis      | Gegner        | Ergebnis      | Gegner        | Ergebnis      | Gegner        | Ergebnis      | Gegner        | Ergebnis      | Rang |
| ------------------ | ---------- | ------------- | ------------- | ---------------- | -------- | ------------- | ------------- | ------------- | ------------- | ------------- | ------------- | ------------- | ------------- | ------------- | ------------- | ---- |
| Frauen             |            |               |               |                  |          |               |               |               |               |               |               |               |               |               |               |      |
| Denisse van Lamoen | Einzel     | 645           | 31            | Kristine Essebua | 0:6      | ausgeschieden | ausgeschieden | ausgeschieden | ausgeschieden | ausgeschieden | ausgeschieden | ausgeschieden | ausgeschieden | ausgeschieden | ausgeschieden | 33   |

### Fechten
| Athleten        | Wettbewerb   | 1. Runde         | 1. Runde | 2. Runde      | 2. Runde      | Achtelfinale  | Achtelfinale  | Viertelfinale | Viertelfinale | Halbfinale    | Halbfinale    | Finale        | Finale        | Rang |
| Athleten        | Wettbewerb   | Gegner           | Ergebnis | Gegner        | Ergebnis      | Gegner        | Ergebnis      | Gegner        | Ergebnis      | Gegner        | Ergebnis      | Gegner        | Ergebnis      | Rang |
| --------------- | ------------ | ---------------- | -------- | ------------- | ------------- | ------------- | ------------- | ------------- | ------------- | ------------- | ------------- | ------------- | ------------- | ---- |
| Frauen          |              |                  |          |               |               |               |               |               |               |               |               |               |               |      |
| Cáterin Bravo   | Degen Einzel | Corinna Lawrence | 12:15    | ausgeschieden | ausgeschieden | ausgeschieden | ausgeschieden | ausgeschieden | ausgeschieden | ausgeschieden | ausgeschieden | ausgeschieden | ausgeschieden | 37   |
| Männer          |              |                  |          |               |               |               |               |               |               |               |               |               |               |      |
| Paris Inostroza | Degen Einzel | Max Heinzer      | 2:15     | ausgeschieden | ausgeschieden | ausgeschieden | ausgeschieden | ausgeschieden | ausgeschieden | ausgeschieden | ausgeschieden | ausgeschieden | ausgeschieden | 27   |

### Gewichtheben
| Athleten              | Wettbewerb        | Reißen  | Reißen | Stoßen  | Stoßen | Zweikampf | Zweikampf | Rang |
| Athleten              | Wettbewerb        | Gewicht | Rang   | Gewicht | Rang   | Gewicht   | Rang      | Rang |
| --------------------- | ----------------- | ------- | ------ | ------- | ------ | --------- | --------- | ---- |
| Frauen                |                   |         |        |         |        |           |           |      |
| María Fernanda Valdés | Klasse bis 75 kg  | 96 kg   | 10     | 127 kg  | 8      | 223 kg    | 9         | 9    |
| Männer                |                   |         |        |         |        |           |           |      |
| Jorge Eduardo García  | Klasse bis 105 kg | 150 kg  | 15     | 191 kg  | 13     | 341 kg    | 13        | 13   |

### Judo
| Athleten         | Wettbewerb       | 1. Runde | 1. Runde | Achtelfinale             | Achtelfinale | Viertelfinale | Viertelfinale | Hoffnungsrunde Halbfinale | Hoffnungsrunde Halbfinale | Halbfinale    | Halbfinale    | Hoffnungsrunde Finale | Hoffnungsrunde Finale | Finale        | Finale        | Rang |
| Athleten         | Wettbewerb       | Gegner   | Ergebnis | Gegner                   | Ergebnis     | Gegner        | Ergebnis      | Gegner                    | Ergebnis                  | Gegner        | Ergebnis      | Gegner                | Ergebnis              | Gegner        | Ergebnis      | Rang |
| ---------------- | ---------------- | -------- | -------- | ------------------------ | ------------ | ------------- | ------------- | ------------------------- | ------------------------- | ------------- | ------------- | --------------------- | --------------------- | ------------- | ------------- | ---- |
| Männer           |                  |          |          |                          |              |               |               |                           |                           |               |               |                       |                       |               |               |      |
| Alejandro Zuñiga | Klasse bis 66 kg | Freilos  | Freilos  | Lascha Schawdatuaschwili | 0002:101     | ausgeschieden | ausgeschieden | ausgeschieden             | ausgeschieden             | ausgeschieden | ausgeschieden | ausgeschieden         | ausgeschieden         | ausgeschieden | ausgeschieden | 17   |

### Leichtathletik

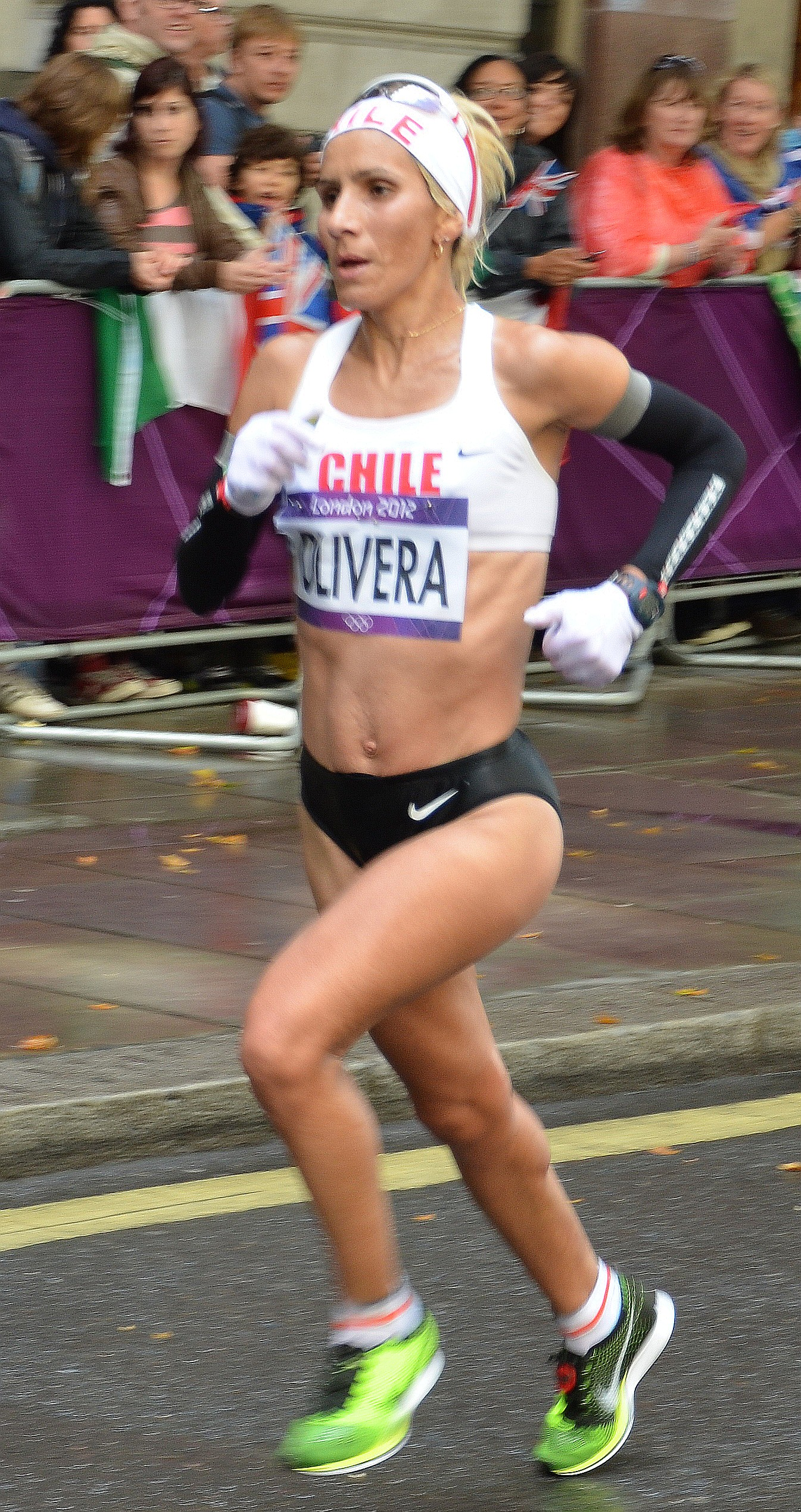
Érika Olivera beim Marathonlauf

| Athleten       | Wettbewerb  | Vorlauf | Vorlauf | Halbfinale    | Halbfinale    | Finale          | Finale          | Rang |
| Athleten       | Wettbewerb  | Zeit    | Rang    | Zeit          | Rang          | Zeit            | Rang            | Rang |
| -------------- | ----------- | ------- | ------- | ------------- | ------------- | --------------- | --------------- | ---- |
| Frauen         |             |         |         |               |               |                 |                 |      |
| Érika Olivera  | Marathon    | –       | –       | –             | –             | 2:36:41 h       | 64              | 64   |
| Natalia Romero | Marathon    | –       | –       | –             | –             | 2:37:47 h       | 69              | 69   |
| Männer         |             |         |         |               |               |                 |                 |      |
| Cristián Reyes | 200 m       | 21,29 s | 7       | ausgeschieden | ausgeschieden | ausgeschieden   | ausgeschieden   | 49   |
| Yerko Araya    | 20 km Gehen | –       | –       | –             | –             | 1:25:27 h       | 41              | 41   |
| Edward Araya   | 50 km Gehen | –       | –       | –             | –             | disqualifiziert | disqualifiziert | –    |

Springen und Werfen
| Athleten       | Wettbewerb   | Qualifikation | Qualifikation | Finale        | Finale        | Rang |
| Athleten       | Wettbewerb   | Weite/Höhe    | Rang          | Weite/Höhe    | Rang          | Rang |
| -------------- | ------------ | ------------- | ------------- | ------------- | ------------- | ---- |
| Frauen         |              |               |               |               |               |      |
| Karen Gallardo | Diskuswerfen | 60,09 m       | 21            | ausgeschieden | ausgeschieden | 21   |
| Natalia Ducó   | Kugelstoßen  | 18,45 m       | 11            | 18,80 m       | 9             | 9    |

Mehrkampf
| Athleten           | 100 m   | 100 m  | Weitsprung | Weitsprung | Kugelstoßen | Kugelstoßen | Hochsprung | Hochsprung | 400 m   | 400 m  | 110 m Hürden | 110 m Hürden | Diskuswerfen | Diskuswerfen | Stabhochsprung | Stabhochsprung | Speerwerfen | Speerwerfen | 1500 m      | 1500 m | Punkte | Rang |
| Athleten           | Zeit    | Punkte | Weite      | Punkte     | Weite       | Punkte      | Höhe       | Punkte     | Zeit    | Punkte | Zeit         | Punkte       | Weite        | Punkte       | Höhe           | Punkte         | Weite       | Punkte      | Zeit        | Punkte | Punkte | Rang |
| ------------------ | ------- | ------ | ---------- | ---------- | ----------- | ----------- | ---------- | ---------- | ------- | ------ | ------------ | ------------ | ------------ | ------------ | -------------- | -------------- | ----------- | ----------- | ----------- | ------ | ------ | ---- |
| Zehnkampf Männer   |         |        |            |            |             |             |            |            |         |        |              |              |              |              |                |                |             |             |             |        |        |      |
| Gonzalo Barroilhet | 11,18 s | 821    | 6,80 m     | 1588       | 14,49 m     | 2346        | 2,05 m     | 3196       | 51,07 s | 3962   | 14,12 s      | 4921         | 41,27 m      | 5611         | 5,40 m         | 6646           | 57,25 m     | 7343        | 4:48,23 min | 7972   | 7972   | 13   |

### Moderner Fünfkampf
| Athleten       | Fechten | Fechten | Schwimmen   | Schwimmen | Reiten  | Reiten | Combined     | Combined | Punkte | Rang |
| Athleten       | Bilanz  | Punkte  | Zeit        | Punkte    | Zeit    | Punkte | Zeit         | Punkte   | Punkte | Rang |
| -------------- | ------- | ------- | ----------- | --------- | ------- | ------ | ------------ | -------- | ------ | ---- |
| Männer         |         |         |             |           |         |        |              |          |        |      |
| Esteban Bustos | 15:20   | 760     | 2:10,52 min | 1236      | 68,58 s | 1160   | 10:38,72 min | 2448     | 5604   | 18   |

### Radsport

#### Bahn
Mehrkampf
| Omnium Männer |          |    |     |    |    |              |    |    |              |    |     |    |
| Luis Mansilla | 14,270 s | 18 | −40 | 18 | 16 | 4:53,230 min | 18 | 16 | 1:08,517 min | 18 | 104 | 18 |

#### Straße
| Athleten        | Wettbewerb    | Zeit       | Rang       |
| --------------- | ------------- | ---------- | ---------- |
| Frauen          |               |            |            |
| Paola Muñoz     | Straßenrennen | aufgegeben | aufgegeben |
| Männer          |               |            |            |
| Gonzalo Garrido | Straßenrennen | 5:46:37 h  | 72         |

### Reiten
| Athleten                                                          | Wettbewerb | Fehlerpunkte | Rang |
| ----------------------------------------------------------------- | ---------- | ------------ | ---- |
| Springen                                                          |            |              |      |
| Rodrigo Carrasco                                                  | Einzel     | 22           | 61   |
| Tomás Couve Correa                                                | Einzel     | 11           | 53   |
| Carlos Milthaler                                                  | Einzel     | 12           | 56   |
| Samuel Parot                                                      | Einzel     | 17           | 59   |
| Rodrigo Carrasco Tomás Couve Correa Carlos Milthaler Samuel Parot | Mannschaft | 22           | 15   |

### Ringen
| Athleten                         | Wettbewerb        | 1. Runde | 1. Runde | Achtelfinale     | Achtelfinale | Viertelfinale | Viertelfinale | Halbfinale    | Halbfinale    | Hoffnungsrunde Viertelfinale | Hoffnungsrunde Viertelfinale | Hoffnungsrunde Halbfinale | Hoffnungsrunde Halbfinale | Hoffnungsrunde Finale | Hoffnungsrunde Finale | Finale        | Finale        | Rang |
| Athleten                         | Wettbewerb        | Gegner   | Ergebnis | Gegner           | Ergebnis     | Gegner        | Ergebnis      | Gegner        | Ergebnis      | Gegner                       | Ergebnis                     | Gegner                    | Ergebnis                  | Gegner                | Ergebnis              | Gegner        | Ergebnis      | Rang |
| -------------------------------- | ----------------- | -------- | -------- | ---------------- | ------------ | ------------- | ------------- | ------------- | ------------- | ---------------------------- | ---------------------------- | ------------------------- | ------------------------- | --------------------- | --------------------- | ------------- | ------------- | ---- |
| griechisch-römischer Stil Männer |                   |          |          |                  |              |               |               |               |               |                              |                              |                           |                           |                       |                       |               |               |      |
| Andrés Ayub                      | Klasse bis 120 kg | Freilos  | Freilos  | Guram Perselidse | 0:3          | ausgeschieden | ausgeschieden | ausgeschieden | ausgeschieden | ausgeschieden                | ausgeschieden                | ausgeschieden             | ausgeschieden             | ausgeschieden         | ausgeschieden         | ausgeschieden | ausgeschieden | 18   |

### Rudern
| Athleten      | Wettbewerb | Vorlauf     | Vorlauf | Vorlauf       | Hoffnungslauf | Hoffnungslauf | Hoffnungslauf | Viertelfinale | Viertelfinale | Viertelfinale  | Halbfinale  | Halbfinale | Halbfinale    | Finale      | Finale | Rang |
| Athleten      | Wettbewerb | Zeit (min)  | Rang    | Qualifikation | Zeit (min)    | Rang          | Qualifikation | Zeit (min)    | Rang          | Qualifikation  | Zeit (min)  | Rang       | Qualifikation | Zeit (min)  | Rang   | Rang |
| ------------- | ---------- | ----------- | ------- | ------------- | ------------- | ------------- | ------------- | ------------- | ------------- | -------------- | ----------- | ---------- | ------------- | ----------- | ------ | ---- |
| Männer        |            |             |         |               |               |               |               |               |               |                |             |            |               |             |        |      |
| Óscar Vázquez | Einer      | 7:06,33 min | 5       | Hoffnungslauf | 7:09,12 min   | 2             | Viertelfinale | 7:24,07 min   | 6             | Halbfinale C/D | 7:57,36 min | 5          | Finale D      | 7:36,79 min | 5      | 23   |

### Schießen
| Athleten           | Wettbewerb | Qualifikation | Qualifikation | Finale        | Finale        | Ringe | Rang |
| Athleten           | Wettbewerb | Ringe         | Rang          | Ringe         | Rang          | Ringe | Rang |
| ------------------ | ---------- | ------------- | ------------- | ------------- | ------------- | ----- | ---- |
| Frauen             |            |               |               |               |               |       |      |
| Francisca Crovetto | Skeet      | 66            | 8             | ausgeschieden | ausgeschieden | 66    | 8    |

### Schwimmen
| Athleten        | Wettbewerb     | Vorlauf     | Vorlauf | Halbfinale | Halbfinale | Finale        | Finale        | Rang |
| Athleten        | Wettbewerb     | Zeit        | Rang    | Zeit       | Rang       | Zeit          | Rang          | Rang |
| --------------- | -------------- | ----------- | ------- | ---------- | ---------- | ------------- | ------------- | ---- |
| Frauen          |                |             |         |            |            |               |               |      |
| Kristel Köbrich | 400 m Freistil | 4:12,02 min | 2       | –          | –          | ausgeschieden | ausgeschieden | 24   |
| Kristel Köbrich | 800 m Freistil | 8:29,55 min | 5       | –          | –          | ausgeschieden | ausgeschieden | 14   |

### Segeln
Fleet Race
| Athleten                  | Wettbewerb | Qualifikation | Qualifikation | Medal Race    | Medal Race    | Punkte | Rang |
| Athleten                  | Wettbewerb | Punkte        | Rang          | Punkte        | Rang          | Punkte | Rang |
| ------------------------- | ---------- | ------------- | ------------- | ------------- | ------------- | ------ | ---- |
| Männer                    |            |               |               |               |               |        |      |
| Matías del Solar          | Laser      | 305           | 32            | ausgeschieden | ausgeschieden | 305    | 32   |
| Diego Parro Benjamín Grez | 470er      | 221           | 27            | ausgeschieden | ausgeschieden | 221    | 27   |

### Taekwondo
| Athleten       | Wettbewerb       | Achtelfinale    | Achtelfinale | Viertelfinale | Viertelfinale | Halbfinale    | Halbfinale    | Hoffnungsrunde Halbfinale | Hoffnungsrunde Halbfinale | Hoffnungsrunde Finale | Hoffnungsrunde Finale | Finale        | Finale        | Rang |
| Athleten       | Wettbewerb       | Gegner          | Ergebnis     | Gegner        | Ergebnis      | Gegner        | Ergebnis      | Gegner                    | Ergebnis                  | Gegner                | Ergebnis              | Gegner        | Ergebnis      | Rang |
| -------------- | ---------------- | --------------- | ------------ | ------------- | ------------- | ------------- | ------------- | ------------------------- | ------------------------- | --------------------- | --------------------- | ------------- | ------------- | ---- |
| Frauen         |                  |                 |              |               |               |               |               |                           |                           |                       |                       |               |               |      |
| Yeny Contreras | Klasse bis 57 kg | Marlène Harnois | 3:14         | ausgeschieden | ausgeschieden | ausgeschieden | ausgeschieden | ausgeschieden             | ausgeschieden             | ausgeschieden         | ausgeschieden         | ausgeschieden | ausgeschieden | 11   |

### Tischtennis
| Athleten        | Wettbewerb | 1. Runde  | 1. Runde | 2. Runde      | 2. Runde      | 3. Runde      | 3. Runde      | 4. Runde      | 4. Runde      | Viertelfinale | Viertelfinale | Halbfinale    | Halbfinale    | Finale        | Finale        | Rang |
| Athleten        | Wettbewerb | Gegner    | Ergebnis | Gegner        | Ergebnis      | Gegner        | Ergebnis      | Gegner        | Ergebnis      | Gegner        | Ergebnis      | Gegner        | Ergebnis      | Gegner        | Ergebnis      | Rang |
| --------------- | ---------- | --------- | -------- | ------------- | ------------- | ------------- | ------------- | ------------- | ------------- | ------------- | ------------- | ------------- | ------------- | ------------- | ------------- | ---- |
| Frauen          |            |           |          |               |               |               |               |               |               |               |               |               |               |               |               |      |
| Berta Rodríguez | Einzel     | Tian Yuan | 0:4      | ausgeschieden | ausgeschieden | ausgeschieden | ausgeschieden | ausgeschieden | ausgeschieden | ausgeschieden | ausgeschieden | ausgeschieden | ausgeschieden | ausgeschieden | ausgeschieden | 49   |

### Triathlon
| Athleten              | Wettbewerb | Zeit      | Rang |
| --------------------- | ---------- | --------- | ---- |
| Frauen                |            |           |      |
| Bárbara Riveros Díaz  | Einzel     | 2:02:15 h | 16   |
| Männer                |            |           |      |
| Felipe van de Wyngard | Einzel     | 1:53:02 h | 50   |

### Turnen

#### Gerätturnen
| Athleten                 | Wettbewerb       | Qualifikation | Qualifikation | Finale        | Finale        | Rang |
| Athleten                 | Wettbewerb       | Punkte        | Rang          | Punkte        | Rang          | Rang |
| ------------------------ | ---------------- | ------------- | ------------- | ------------- | ------------- | ---- |
| Frauen                   |                  |               |               |               |               |      |
| Simona Castro            | Mehrkampf Einzel | 50.932        | 42            | ausgeschieden | ausgeschieden | 42   |
| Männer                   |                  |               |               |               |               |      |
| Tomás González Sepúlveda | Sprung           | 16,149        | 3             | 16,183        | 4             | 4    |
| Tomás González Sepúlveda | Boden            | 15,533        | 6             | 15,366        | 4             | 4    |